# Pancetta

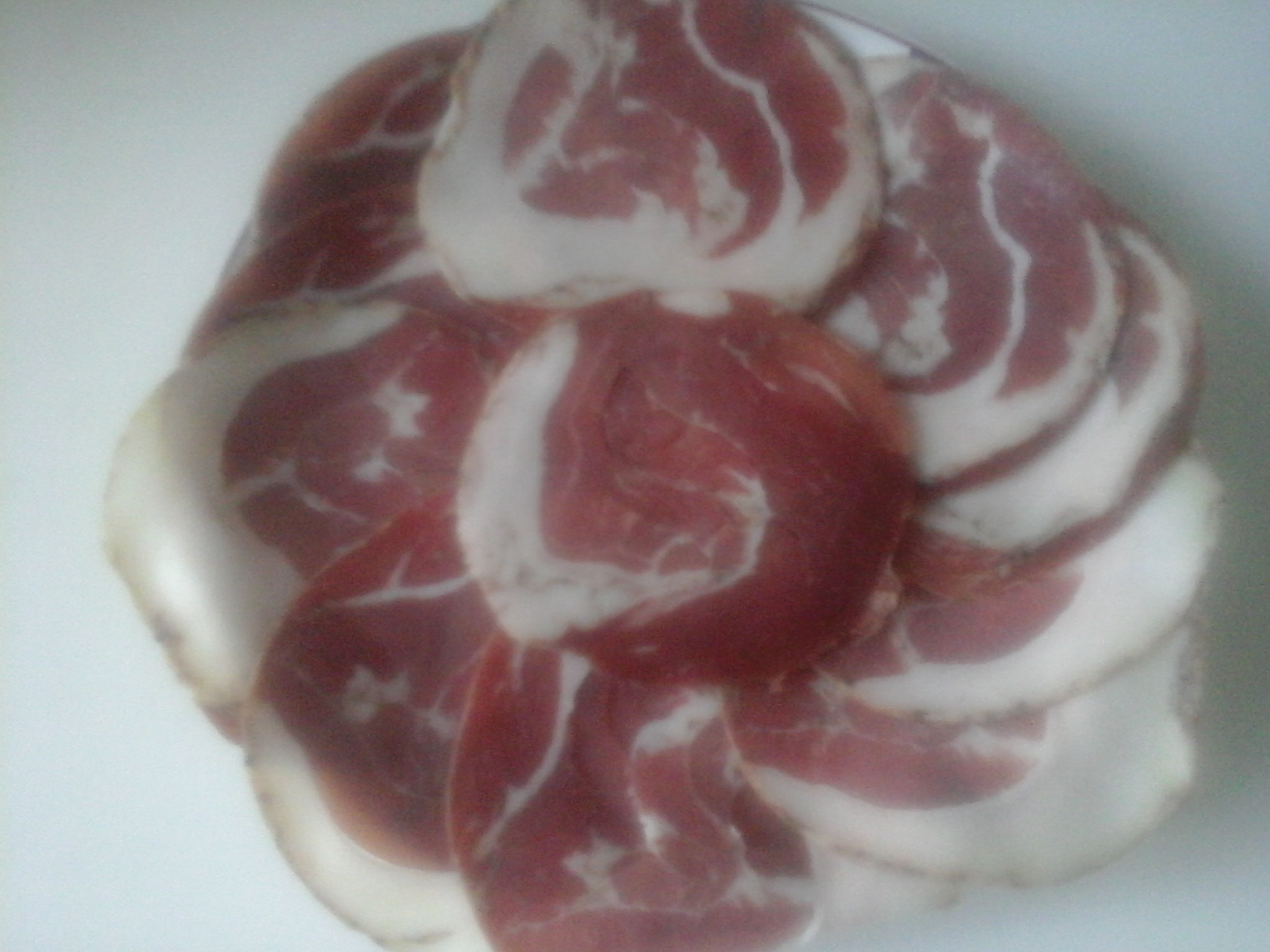
Pancetta

Pancetta este o șuncă de porc, asemănătoare cu baconul, specifică bucătăriei italiene. Această șuncă este obținută prin sărare, condimentare și uscare. Înainte de a fi mâncată, Pancetta trebuie gătită.